# Ван Беркел, Крессендо
Крессендо ван Беркел (нидерл. Crescendo van Berkel, 6 апреля 1992 года, Гаага) — нидерландский футболист, центральный защитник клуба СВВ Схевенинген.

## Карьера
Воспитанник футбольного клуба «Спарта» из Роттердама. В нём же начал профессиональную карьеру. За два сезона провёл за клуб тридцать матчей в первом дивизионе, забил один мяч.
В августе 2014 года в качестве свободного агента перешёл в «Роду». В сезоне 2014/15 сыграл за клуб в десяти матчах чемпионата.
Летом 2015 года, после истечения контракта с «Родой», перешёл в «Телстар».
В 2017 году выступал за норвежский «Саннефьорд». В дебютном сезоне провёл девять матчей.